# Kurt vid Stein
Kurt vid Stein (Copenhaguen, 17 de novembre de 1935) va ser un ciclista danès, que va córrer durant els anys 60 del segle xx. Es dedicà al ciclisme en pista. Va participar en dos edicions del Jocs Olímpics.

## Palmarès
- 1959
  -  Campió de Dinamarca de persecució amateur
- 1960
  -  Campió de Dinamarca de persecució amateur
- 1962
  -  Campió de Dinamarca de persecució per equips amateur
- 1963
  -  Campió de Dinamarca de persecució per equips amateur
- 1964
  -  Campió de Dinamarca de persecució per equips amateur